# NGC 2875
NGC 2875 – chmura gwiazd znajdująca się w gwiazdozbiorze Lwa, w północno-wschodniej części galaktyki NGC 2874. Skatalogował ją Lawrence Parsons 7 marca 1874 roku.